# Віталізм
Віталізм — доктрина, яка стверджує, що живі організми докорінно відрізняються від неживих предметів тому, що складаються з нефізичних елементів або керуються іншими принципами - «силами життя» (лат. vis vitalis). Не слід плутати з вітаїзмом.

Віталізм був популярною медичною теорією в епоху Просвітництва, але втратив наукове підґрунтя в XIX столітті. Сучасна наука відкидає доктрину віталізму. Вважається, що принципової різниці між живим та неживим нема, що живі організми підпорядковуються тим же фізичним законам, що й уся природа.
Одним з наріжних каменів віталізму було переконання, що в живих організмах виробляються особливі органічні речовини, які неможливо було синтезувати штучно, в лабораторних умовах.
Після того, як 1828 року Фрідріх Велер синтезував сечовину  з ціанату амонію виникли сумніви щодо існування якоїсь «життєвої сили».
Наступним кроком став повний синтез оцтової кислоти, яку в ті часи вважали безсумнівно органічною сполукою. Це було зроблено ученем Велера, Адольфом Вільгельмом Германом Кольбе 1845 року. Синтез було зроблено з елементарних речовин (вуглецю, водню та кисню), що дозволяло простежити весь ланцюг перетворень до кінцевого продукту.
Систематичний синтез органічних сполук розпочав французький хімік Марселен Бертло 50-х роках XIX сторіччя. Він синтезував метиловий та етиловий спирти, метан, бензол, ацетилен. Завдяки його дослідам  межа між неорганічною та органічною хімією стала доволі умовною.